# 行政の中心
行政の中心（ぎょうせいのちゅうしん）とは、複数の国で郡庁所在地や県庁所在地を初めとする、その他の地方自治体や基礎自治体の政庁所在地（せいちょうしょざいち）を指す用語で、行政中心地と呼ばれることもある。
特に、国家の連邦政府や中央政府の所在する都市については、通例首都と呼ばれる。